# هیمه‌جی ۲۹۱۹۹
سیارک ۲۹۱۹۹ (به انگلیسی: 29199 Himeji، نامگذاری:1991FZ)۲۹۱۹۹مین سیارک کشف شده‌است که در ۱۷ مارس ۱۹۹۱ کشف شد.